# NGC 6478
NGC 6478 (również PGC 60896 lub UGC 10998) – galaktyka spiralna (Sc), znajdująca się w gwiazdozbiorze Smoka. Odkrył ją Lewis A. Swift 30 maja 1886 roku.